# Пау Лопез
Пау Лопез Сабата (Ђирона, 13. децембар 1994) шпански је голман, који наступа за мексички клуб Толуку, као позајмљени играч Олимпик Марсеља, а поред наступа за Шпанску репрезентацију до 21 године, забележио је и 2 наступа за репрезентацију Шпаније.

## Клупска каријера

### Почеци каријере
Пау је прве фудбалске кораке направио у локалном клубу Сен Грегори, где је почео да игра као голман. Након неколико утакмица као голман, пожелео је да се окуша и на другим позицијама, али је након две утакмице напустио фудбал и почео да тренира кошарку. Недуго након тога његов отац га је довео у млађе категорије Ђироне, где је ипак наставио да тренира фудбал.

### Еспањол
2007. године Пау је постао члан млађих селекција Еспањола, где га је тренирао чувени бивши камерунски голман Томас Нконо. У сезони 2013-14 Пау је дебитовао за Еспањол Б, а 17. децембра 2014. године, први пут је наступио за први тим у утакмици Купа краља против Алавеса, где је бранио у свим утакмицама у такмичењу, све док Еспањол није елимисан у полуфиналу.
Деби у Ла Лиги је дошао 1. фебруара 2015. године, када је Пау ушао као замена за искљученог Кика Касиљу, у утакмици која је завршена поразом од Севиље (2:3). Када је на крају сезоне Касиља прешао у Реал Мадрид, Пау је постао први голман тима.
У августу 2016. године Лопез је позајмљен Тотенхему, где је поново сарађивао са Маурисиом Покетином, бившим тренером Еспањола. Током позајмице Лопез није забележио ниједан наступ за Тотенхем у такмичарској утакмици, будући да је био тек трећи избор, иза Љориса и Ворма. Иако је Тотенхем желео да откупи Лопеза, до трансфера није дошло, јер је Тотенхем тражио смањење договорене цене од 7 милиона евра.
Након повратка у Шпанију, Пау Лопез усталио у првој постави Еспањола, делом због тога што је Дијего Лопез, који је био први голман Еспањола претходне сезоне, морао на операцију. На крају сезоне, по истеку уговора, а након неуспешних преговора о наставку сарадње Пау је напустио клуб.

### Бетис
У јулу 2018. године Пау је потписао петогодишњи уговор са Бетисом. Под тренерском палицом Кикеа Сетјена, Лопез је у својој јединој сезони у Бетису наступио на 33 утакмице и примио је 47 голова, а на 10 утакмица је сачувао мрежу.

### Рома
Дана 9. јула 2019. године, Лопез је потписао петогодишњи уговор са Ромом, у трансферу вредном 23,5 милиона евра.
Сезону 2020/21 Лопез је окончао раније јер је повредио раме на утакмици против Манчестера у полуфиналу Лиге Европе. Лопез је, као један од три голмана, уврштен у тим сезоне Лиге Европе за 2020/21.
У јулу 2021. године Пау је позајмљен Олимпик Марсељу, до краја сезоне 2021/22, са обавезним трансфером за 12 милиона евра, ако одигра 20 утакмица.

## Репрезентативна каријера
Пау Лопез дебитовао је 28. марта 2016. године за шпанску репрезентацију до 21 године на утакмици у победи против Норвешке (1:0), укупно је наступио 5 пута за младу репрезентацију, а као члан репрезентације 2017. године освојио је друго место на Европском првенству у фудбалу до 21 године.
За национални тим дебитовао је у новембру 2018 године, на пријатељској утакмици против Босне и Херцеговине,  док је своју једину такмичарску утакмицу за репрезентацију одиграо 15. новембра 2019. године, када је Шпанија победила Малту са 7:0, у склопу квалификација за европско првенство.

## Приватни живот
Лопезови фудбалски узори су Кико Касиља, његов претходник на голу Еспањола и Мануел Нојер.

## Статистика каријере
Ажурирано 9. јула 2020
| Клуб                       | Сезона            | Лига              | Лига    | Лига   | Куп     | Куп    | Лига Куп | Лига Куп | Европа  | Европа | Укупно  | Укупно |
| Клуб                       | Сезона            | Такмичење         | Наступа | Голова | Наступа | Голова | Наступа  | Голова   | Наступа | Голова | Наступа | Голова |
| -------------------------- | ----------------- | ----------------- | ------- | ------ | ------- | ------ | -------- | -------- | ------- | ------ | ------- | ------ |
| Еспањол Б                  | 2013–14           | Ла Лига 2         | 35      | 0      | —       | —      | —        | —        | —       | —      | 35      | 0      |
| Еспањол                    | 2014–15           | Ла Лига           | 2       | 0      | 8       | 0      | —        | —        | —       | —      | 10      | 0      |
| Еспањол                    | 2015–16           | Ла Лига           | 36      | 0      | 2       | 0      | —        | —        | —       | —      | 38      | 0      |
| Еспањол                    | 2017–18           | Ла Лига           | 29      | 0      | 1       | 0      | —        | —        | —       | —      | 30      | 0      |
| Еспањол                    | Укупно            | Укупно            | 67      | 0      | 11      | 0      | —        | —        | —       | —      | 78      | 0      |
| Тотенхем (позајмица)       | 2016–17           | Премијер лига     | 0       | 0      | 0       | 0      | 0        | 0        | 0       | 0      | 0       | 0      |
| Бетис                      | 2018–19           | Ла Лига           | 33      | 0      | 0       | 0      | —        | —        | 2       | 0      | 35      | 0      |
| Рома                       | 2019–20           | Серија А          | 27      | 0      | 2       | 0      | —        | —        | 7       | 0      | 35      | 0      |
| Рома                       | 2020-21           | Серија А          | 21      | 0      | 1       | 0      | —        | —        | 12      | 0      | 34      | 0      |
| Рома                       | Укупно            | Укупно            | 53      | 0      | 3       | 0      | —        | —        | 20      | 0      | 76      | 0      |
| Олимпик Марсељ (позајмица) | 2021-22           | Лига 1            | 0       | 0      | 0       | 0      | —        | —        | 0       | 0      | 0       | 0      |
| Укупно у каријери          | Укупно у каријери | Укупно у каријери | 188     | 0      | 14      | 0      | 0        | 0        | 22      | 0      | 213     | 0      |

## Трофеји

### Млада репрезентација
- Европско првенство у фудбалу до 21 године друго место (1) : 2017.

### Индивидуална признања
- УЕФА Лига Европе тим сезоне: 2020/21